# Heinrich von Mallinckrodt
Heinrich von Mallinckrodt (* um 1590; † 23. März 1649 in Osnabrück) war Domvikar in Münster und Domkantor in Osnabrück.

## Leben

### Herkunft und Familie
Heinrich von Mallinckrodt wurde als Sohn des Heinrich von Mallinckrodt zu Küchen und Dahlhausen (1548–1628) und dessen Gemahlin Remberta von Krevet zu Alfen († 1625) geboren. Er war der Bruder des Domdechanten Bernhard von Mallinckrodt, der wegen eines Konfliktes mit dem Fürstbischof von Galen aus seinem Amt entfernt, verhaftet und in der Burg Ottenstein festgesetzt wurde. Hier starb Bernhard, bevor seine Exkommunikation aufgehoben wurde. Heinrichs Bruder Eberhard war Domkellner und Domkantor in Münster. Sein Bruder Rembert war mit Agnes von Freitag verheiratet. Sie waren die Eltern des Domherrn Bernhard von Mallinckrodt.

### Wirken
Im Jahre 1584 wurde Heinrich als Domvikar in Münster eingesetzt und blieb bis zu seinem Tode in diesem Amt. 1597 kam er in den Besitz einer Dompräbende in Osnabrück und wurde hier im Jahre 1616 Domkantor.
1606 immatrikulierte er an der Universität Köln und promovierte mit dem Dr. jur. Utr. sowohl im Zivilrecht als auch im kanonischen Recht.
Heinrich war auch Propst in Quakenbrück. Er starb als Domsenior in Osnabrück.